# 柏村勲
柏村 勲（かしわむら いさお、1924年8月21日 - 2017年3月5日）は、日本の画家、随筆家。

## 来歴
広島県呉市に生まれる。広島県呉第一中学校、東京美術学校（東京藝術大学の前身校の一つ）油絵科卒業。卒業後、同級生であり画家の伊能由利子と結婚。
黒澤映画美術助手となる。東宝「生きる」「静華命」「安五郎出世」などを担当。
1952年、長男誕生後に川崎市立住吉中学校美術教師となる。
1960年、親友のアメリカ人夫妻と3人でヨット旅行に出発。アムステルダムから運河をたどってヨーロッパを縦断、地中海、バミューダ諸島などを経て大西洋を横断、アメリカ合衆国ニューポートまでの10ヶ月に及ぶヨットの旅だった。この旅が転機となり「ヨットと海」を描きはじめる。
1973年、家族を連れて南太平洋のトンガ王国へ居を移す。トンガの親友から無人島(Oneata Is.)を貸与され、トンガ友の会を設立・主宰。
2003年、妻の死後、伊豆の河津へ移住。ギャラリーコート・オファ・アトゥ（ofa atu）と小さなホテルを開設。2017年没。

## 展覧会
- 1963 - 1973年 国展（元国画会会員）
- 1963 - 1973年 柏村勲・由利子 二人展 文春画廊（東京銀座）
- 1963 - 1986年 柏村勲・由利子 二人展（広島県呉市）
- 1985 - 2016年「日本の海洋画展」第1回より毎年招待出品
- 1988 - 1998年  柏村勲・由利子 二人展 サエグサ画廊（隔年・東京銀座）
他マツヤデパート（東京）、阪神デパート（大阪）、福屋デパート（広島）など二人展 開催
- 2000年  柏村勲 個展 サエグサ画廊（東京銀座）
- 2006年  柏村勲 個展 金鳳堂画廊（東京六本木）
- 1998年 - 2015年 東京美術学校油絵科最後のクラス「上野の杜の仲間たち」展（東京銀座）

## 著書
- 「素晴らしいヨット旅行」（ポケット文春・文藝春秋新社 1962年）
- 「ヨーロッパ・ヨット旅行 - 運河めぐりの旅」（ケルン新書・朋文堂 1963年）
- 「画集・白いヨット」シリーズ 全4巻（株式会社舵社1969～1979年）
- 「貿易風のなかで - 南太平洋の小さな王国、トンガ」（アクアブックス・マリン企画 1980年）
- 「風と波と潮と - あるヨット画描きの思い出」（株式会社舵社 海洋文庫 1983年） ISBN 978-4807221073
- 「白の画廊 ヨット風のなかに - 柏村勲作品集」（株式会社舵社 1995年） ISBN 978-4807240203
- 「素晴らしいヨット旅行」 復刻改訂版（株式会社舵社 1996年） ISBN 978-4807211098
- 「Oiaue（オイアウエ） 画描き夫婦 51年の アルバム」 （株式会社舵社 2005年）

その他「舵」誌（ヨット専門誌）に随筆を寄稿。 他福音館、世界文化社の絵本挿画など多数。